# Franziskusschwestern
Die Franziskusschwestern von Kleve sind eine kleine katholische Schwesterngemeinschaft. Das Mutterhaus ist in Kleve. Im Jahre 1925 durch den Kapuzinerpater Suitbert begründet, zählen sie 2015 noch zwei Schwestern in Kleve Bistum Münster. Sie waren vornehmlich in der häuslichen Krankenpflege tätig.
Zu unterscheiden sind sie von den Franziskusschwestern von Vierzehnheiligen und der ebenfalls in der Krankenpflege tätigen Kongregation der Franziskus-Schwestern von Krefeld. Die Schwestern von Kleve und Krefeld haben heute den kirchenrechtlichen Status eines Säkularinstituts.